# Єзьорко (Здунськовольський повіт)
Єзьорко (пол. Jeziorko) — село в Польщі, у гміні Заполиці Здунськовольського повіту Лодзинського воєводства.
Населення — 49 осіб (2011).
У 1975-1998 роках село належало до Серадзького воєводства.

## Демографія
Демографічна структура станом на 31 березня 2011 року:
|          | Загалом | Допрацездатний вік | Працездатний вік | Постпрацездатний вік |
| -------- | ------- | ------------------ | ---------------- | -------------------- |
| Чоловіки | 28      | 8                  | 19               | 1                    |
| Жінки    | 21      | 1                  | 14               | 6                    |
| Разом    | 49      | 9                  | 33               | 7                    |